# ملحقات الرحم
ملحقات الرحم (بالإنجليزية: Adnexa of uterus)‏ هي المكونات قريبة الصلة تشريحياً ووظيفياً بالرحم.

## مصطلحات
يختلف تعريفها إلى حد ما:
- تعرفها بعض المصادر على أنها قناتا فالوب والمبيضان.[1]
- يصفها البعض الآخر على أنها قناتا فالوب والمبيضان والأنسجة الداعمة للرحم.[2]
- مضدر آخر يعرفها بالحوض الحقيقي خلف الرباط العريض الرحمي.[3]
- أحد القواميس يصفها بأنها قناتا فالوب والمبيضان والأربطة بدون تحديد أربطة معينة.[4]

## الأهمية التشريحية
- التهاب ملحقات الرحم يقصد بها التهاب المبيض والتهاب قناتي فالوب.[5]
- مصطلح «كتلة في ملحقات الرحم» يستخدم أحياناً في حالة عدم إمكانية تحديد موضع الكتلة بدقة.
- %63 من حالات الحمل المنتبذ توجد في ملحقات الرحم، وقد تشكل حالة طارئة تبعاً لحجم الكتلة.
- في علم النساء، مصطلح «استئصال ملحقات الرحم» يعني استئصال قناتي فالوب والمبيضين.

## صور إضافية

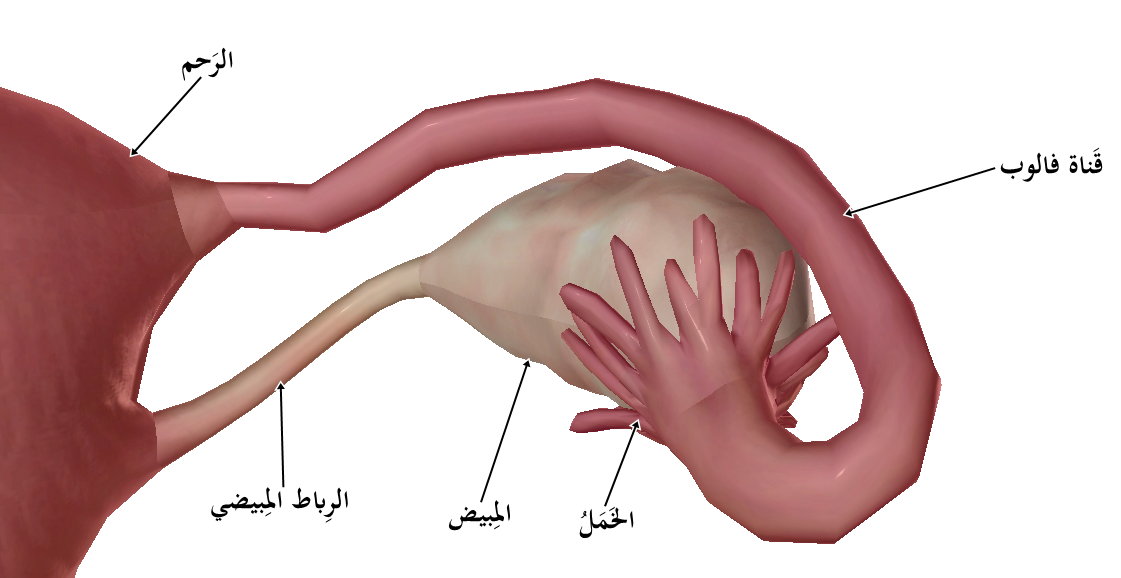
صُورة تُظهر قناة فالوب والرحم والمِبيض والخَمَلُ والرباط المِبيضي